# American Authors
Gli American Authors sono una rock band statunitense con base a New York, firmata dalla Island Records. Attualmente è composta dal cantante e chitarrista Zac Barnett, dal chitarrista e banjoista James Adam Shelley, dal bassista Dave Rublin e dal batterista Matt Sanchez. Sono meglio conosciuti per i loro singoli di successo Believer e Best Day of My Life dal loro album di debutto Oh, What a Life, così come il loro successo più importante, Go Big or Go Home, dal loro secondo album, What We Live For.

## Storia
Il gruppo si è formato nel 2006 e ha pubblicato alcuni EP con il nome The Blue Pages fino al 2012, anno in cui ha ufficialmente cambiato nome, adottando quello di American Authors.
La band si è fatta conoscere nel 2013 grazie al singolo di successo Best Day of My Life.  Successivamente, dal loro album d'esordio Oh, What a Life (Island Records) sono stati estratti i brani Luck e In a Big Country.
Gli American Authors nell'estate del 2014 hanno fatto da spalla al gruppo degli OneRepublic per il Native Summer Tour, aprendo i loro concerti solo nelle tappe americane. Nel luglio 2015 pubblicano il singolo Go Big or Go Home.
Dal 2015 al 2016 hanno lavorato al loro secondo album What We Live For. La band ha pubblicato il singolo I Wanna Go Out il 3 agosto 2017. La canzone è inclusa come quarta traccia del loro terzo album in studio, Seasons. Hanno anche pubblicato la loro canzone di Natale, Coming Home to You, il 19 novembre 2017.
Nel 2018, la band appare nell'episodio Not Clear for Takeoff di Bar Rescue. Il loro singolo Deep Water è stato pubblicato il 17 maggio 2018, precedendo il loro terzo album in studio. A dicembre, hanno annunciato il titolo del terzo album Seasons, pubblicato il 1º febbraio 2019.
Say Amen, terzo singolo di questo album, è stato pubblicato il 16 novembre 2018; il quarto singolo, Neighborhood, il 7 dicembre 2018. L'11 gennaio 2019 è stato pubblicato il quinto singolo, Stay Around.

## Altri media
La loro canzone Hit It è presente nel gioco di EA Sports, FIFA 14. 
Best Day of My Life è stata utilizzata in uno spot di MLB Fan Cave ed è la colonna sonora del film My Special Day di Sky Sports News. È anche apparso in uno spot televisivo per il film I sogni segreti di Walter Mitty, in un episodio dello show televisivo The Vampire Diaries e nel 2013 ai campionati di Boston Red Sox World Series. La canzone è stata classificata al primo posto nella classifica di Adult Pop Songs di Billboard nel 2014. Successivamente Best Day of My Life è stata presentata, tra le altre cose, nella pubblicità televisiva di Lowe negli Stati Uniti, in una pubblicità televisiva della Hyundai nel Regno Unito, in Sud Africa per Castle Lager. Una pubblicità di Telecom in Nuova Zelanda, un trailer per il film Delivery Man, il videogioco Konami PES 2015, la sequenza di apertura per la copertura delle World Series of Poker 2013 di ESPN, un trailer per il film Earth to Echo, un trailer per il film Dragon Trainer 2, il film Humpback Whales e un trailer per il film St. Vincent. La canzone è anche presente nel videogioco Guitar Hero Live ed è stata anche usata in una pubblicità per Centerparcs nel Regno Unito. La canzone ha vinto il Sync Music Award appena istituito al SESAC Pop Awards 2015.
La loro canzone Home è stata inclusa in un trailer del film per il film This Is Where I Leave You e in un video che onora le truppe e le loro famiglie.

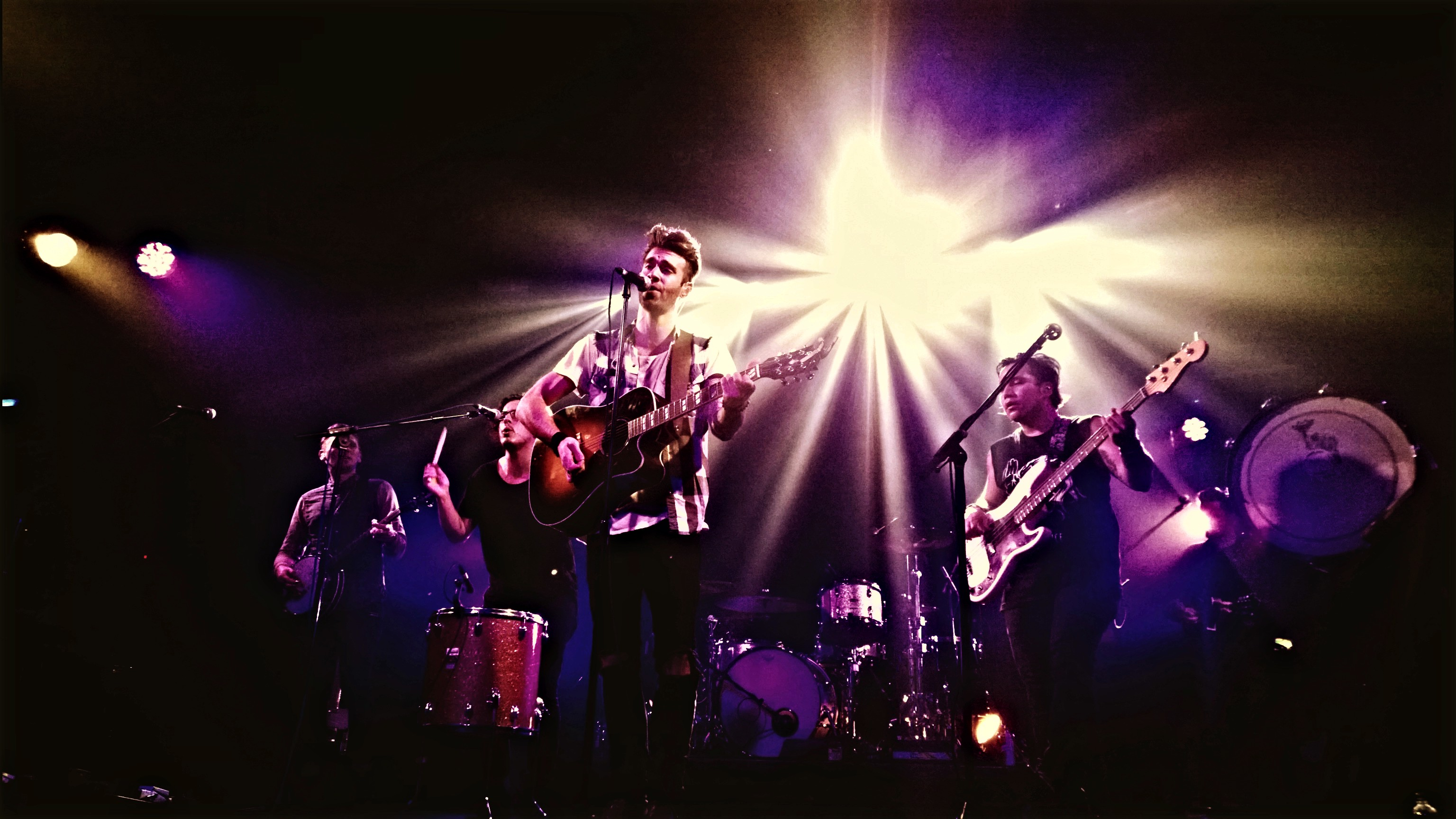
Gli American Authors a Londra nel 2014

La loro canzone Go Big or Go Home è stata presentata nei video della NBA che mostrano i punti salienti dei playoff del 2015.

## Festival, concerti e altri eventi
Il gruppo è apparso in vari festival musicali, concerti e altri eventi, tra cui: Lollapalooza, SXSW Music Festival, Firefly Music Festival, Reading Festival, Leeds Festival, Bunbury Music Festival,  Freakfest,  Grammy on the Hill (una cerimonia di premiazione per onorare artisti e legislatori che hanno migliorato l'ambiente per i creatori di musica),  BottleRock Napa Valley, Keloorah, Pukkelpop e Polartec Big Air a Fenway. Oltre al concerto del 2017 di Vans Warped Tour, e all'apertura del concerto degli azionisti Walmart 2016.

## Formazione
- Zac Barnett – voce, chitarra (2006-presente)
- James Adam Shelley – chitarra, banjo, mandolino (2006-presente)
- Dave Rublin – basso (2006-presente)
- Matt Sanchez – batteria (2006-presente)

Barnett è cresciuto a Minnetonka, Minnesota, Shelley è cresciuto a Tallahassee, in Florida, Rublin è cresciuto a Maplewood, nel New Jersey, e Sanchez è cresciuto a San Antonio, in Texas.

## Discografia

### Album
- 2014 – Oh, What a Life
- 2016 – What We Live For
- 2019 – Seasons

### EP
- 2013 – American Authors

### Singoli
- Believer (2013)
- Best Day of My Life (2013)
- Luck (2014)
- Go Big or Go Home (2015)
- Pride (2015)
- What We Live For (2016)
- I’m Born to Run (2017)
- Everything Everything (2017)
- I Wanna Go Out (2017)
- Good Ol' Boys (con Gazzo) (2017)
- Deep Water (2018)